# Dannic
Daan Romers (Breda, Países Bajos; 10 de noviembre de 1985), más conocido como Dannic es un DJ y productor neerlandés. Muy conocido por su trabajo en conjunto con Hardwell, Dyro y Sick Individuals. Actualmente publica la mayor parte de su trabajo mediante la discográfica de Hardwell, Revealed Recordings. En 2015, en la encuesta realizada por la revista DJmag se ubicó en el número 26. Actualmente trabaja en su Radio Show llamado "Front Of House".

## Discografía

### Compilaciones
- 2012: Dannic Bootleg Pack 2012 [Gratis]
- 2012: The Sound Of Revealed (Mixed By Dannic & Dyro) [Revealed Recordings]
- 2013: Toolroom Knights (Mixed By Dannic) [Toolroom Records]

### Sencillos & EP
- 2010: Hardwell & DJ Funkadelic – Get Down Girl (Revealed Recordings)
- 2011: Brainless – Stoemp (Original Mix) (AVANTI Records)
- 2011: Brainless – Bots [Bots / Slap EP] (Revealed Recordings)
- 2011: Brainless - Slap [Bots / Slap EP] (Revealed Recordings)
- 2011: DJ Funkadelic – Smack [Smack / Spank EP] (Revealed Recordings)
- 2011: DJ Funkadelic - Spank [Smack / Spank EP] (Revealed Recordings)
- 2012: Dannic – Doster (Revealed Recordings)
- 2012: Hardwell & Dannic – Kontiki (Revealed Recordings)
- 2012: Dannic – W.O.P. (Riverdance Festival 2012 Anthem) (Revealed Recordings)
- 2012:  Dannic - Pipeline (CR2 Records)
- 2012: Dannic – Tombo (Revealed Recordings)
- 2012: Jordy Dazz & Dannic – Fuego (Revealed Recordings)
- 2012: Dannic – Flare (Revealed Recordings)
- 2013: Dannic – Clobber (Toolroom Records)
- 2013: Dannic – Viper (Revealed Recordings)
- 2013: Dannic – Ignite (Toolroom Records)
- 2013: Dannic – Rocker (Revealed Recordings)
- 2013: Dannic – Bring The Funk (Toolroom Records)
- 2013: Dannic & Sick Individuals – Blueprint (Revealed Recordings)
- 2014: Dannic - Lion (Revealed Recordings)
- 2014: Dannic Feat. Bright Lights - Dear Life (Revealed Recordings)
- 2014: Dannic vs Merk & Kremont - Anubi (Revealed Recordings)
- 2014: Dyro & Dannic - Radical (Revealed Recordings)
- 2014: Dannic - Zenith (Revealed Recordings)
- 2014: Dannic & TV Noise - Solid (Revealed Recordings)
- 2014: Dannic & Shermanology - Wait For You (Revealed Recordings)
- 2015: Dannic & Lucky Date feat. Harrison - Mayday (Revealed Recordings)
- 2015: Dannic – Fonk (Revealed Recordings)
- 2015: Dannic feat. Bright Lights - Forever (Revealed Recordings)
- 2015: Hardwell & Dannic feat. Haris - Survivors (Revealed Recordings)
- 2015: Dannic vs Tom & Jame - Clap (Revealed Recordings)
- 2015: Dannic & Sick Individuals - Feel Your Love (Revealed Recordings)
- 2016: Dannic - Jungle (Free Download)
- 2016: Dannic & HIIO - Funky Time (Fonk Recordings)
- 2016: Dannic feat. Aïrto - Light The Sky (Revealed Recordings)
- 2016: Dannic & Amersy - Lights Out (Fonk Recordings)
- 2016: Dannic - Blaze (Revealed Recordings)
- 2016: Dannic - Can You Feel It (Fonk Recordings) (FREE DOWNLOAD)
- 2016: Dannic & Jane XO - Undone (FREE DOWNLOAD)
- 2016: Dannic vs. Merk & Kremont feat. Duane Harden - Music (Fonk Recordings)
- 2016: Dannic & WE AM - Move (Fonk Recordings)
- 2017: Dannic & DBSTF - Noise (Maxximize / Spinnin' Records)
- 2017: Dannic - Fonk It Up (Fonk Recordings)
- 2017: Dannic & Promise Land - House It (Fonk Recordings)
- 2017: Dannic x Tom & Jame - Ready (Maxximize / Spinnin' Records)
- 2017: Fedde Le Grand and Dannic vs. Coco Star - Coco’s Miracle (Spinnin' Records)
- 2017: Dannic - Breakdown (Fonk Recordings) (FREE DOWNLOAD)
- 2017: Dannic - Rockin (Fonk Recordings)
- 2017: Dannic feat. Mahkenna - Alive (Fonk Recordings)
- 2017: Dannic & Pessto - All The Things (Fonk Recordings)
- 2018: Dannic vs. Silvio Ecomo - In No Dip (Spinnin' Records)
- 2018: Dannic feat. Inna - Stay (Spinnin' Records)
- 2018: Dannic & Teamworx - NRG (Spinnin' Records)
- 2018: Dannic x Rob & Jack - Bring Di Fire (Fonk Recordings)
- 2018: Dannic feat. SeungRi[3] - Sweet Lie[4] (YG Entertainment)
- 2019: Hardwell & Dannic feat. Kelli-Leigh - Chase The Sun (Revealed Recordings)
- 2019: Dannic - Tell Me (If You Really Love Me) (Spinnin Records)
- 2019: Dannic - Whip (Fonk Recordings)
- 2019: Dannic & Bougenvilla - Ctrl Alt Del (Fonk Recordings)
- 2019: Dannic & Harrison - Burn Me Down (Revealed Recordings)
- 2019: Bump N' Roll (con Teamworx) (Fonk Recordings)
- 2019: True Champion (con Grahan Swift) (Fonk Recordings)
- 2019: Wobble
- 2020: Beatroot (Dannic Bigroom Edit) (Rave Culture)
- 2020: Feeling Kinda Strange (Spinnin Records)
- 2020: Fighters Do (con RUMORS & SWEEDiSH) (Spinnin Records)
- 2020: Baila (Baila EP) (Fonk Recordings)
- 2020: Keep It Going (Baila EP) (Fonk Recordings)
- 2020: Pump It Up (Baila EP) (Fonk Recordings)
- 2021: Let You Down (con Viiq) (Future House Music)
- 2021: Real Love (con Dyson)

(Hexagon Records)
- 2021: Caught Inside The Rave (con 22Bullets) (Fonk Recordings)
- 2022: Get Over You (Fonk Recordings)
- 2022: Lucky Lovetalk (Fonk Recordings)
- 2022: The Ryhthm (Fonk Recordings)
- 2022: Red Hot (Fonk Recordings)
- 2022: Storm (Fonk Recordings)
- 2022: Break The Floor (Fonk Recordings)
- 2022: Your Love (Protocol Recordings)
- 2023: Electric Carnival (Fonk Recordings)
- 2023: Womp (Fonk Recordings)
- 2023: Get Down (Fonk Recordings)
- 2023: Cuando La Noche (Fonk Recordings)
- 2023: Pum 'M Up (Protocol Recordings)
- 2023: Zinc (Maxximize Records)
- 2023: Right Now (Fonk Recordings)

### Lanzamientos sin anunciar
| Año  | Canción                  | Colaboración |
| ---- | ------------------------ | ------------ |
| 2019 | ID                       | MOTi         |
| 2019 | ID                       | D.O.D        |
| 2019 | "ID"                     | WILL K       |
| 2019 | Run Through The Darkness |              |

### Remixes
2009:
- Funkerman & Shermanology – Automatic (DJ Funkadelic Remix) [Flamingo Recordings]

2010:
- Kendi – Connected (DJ Funkadelic Remix) [Cloud9Dance]
- Api aka Emix & D Lewis – Lunchbox (DJ Funkadelic Remix) [Ecletic Beatz 10]
- Armand van Helden – Witch Doctor (Brainless Remix) [Eclectic Beatz 10]
- Dualtec – Bitch Lips (DJ Funkadelic Remix) [Cloud9Dance]
- Nicky Romero – Switched (Hardwell & DJ Funkadelic Remix) [Revealed Recordings]

2011:
- Chuckie & Hardwell feat. Ambush – Move It 2 The Drum (DJ Funkadelic Remix) [Dirty Dutch Records]
- George Acosta featuring Fisher – True Love (DJ Funkadelic & Beauriche Remix) [Songbird]

2012:
- R3hab – The Bottle Song (Dannic Remix) [Wall Recordings]
- Example – Say Nothing (Hardwell & Dannic Remix) [Ministry Of Sound]
- Alex Gaudino feat. Taboo – I Don’t Wanna Dance (Dannic Remix) [Ultra Records]
- Helena feat. Mr Wilson – Girl From The Sky (Dannic Remix) [One Love Records]
- Sem Thomasson – Aorta (Dannic Remix) [Wooha! Records]
- Arty & Nadia Ali & BT – Must Be The Love (Dannic Remix) [Armind (Armada)]
- Sean Paul – Body (Dannic Remix) [Atlantic Records]
- Faithless - Insomnia (Dannic Bootleg) [Sony BMG]
- DJ Disciple pres Banji Boyz – Free Florida (Dannic Remix)
- Ciara – Sorry (Dannic Remix) [Epic Records]
- Rita Ora – Shine Ya Light  (Dannic Remix) [ROC Nation]
- Franky Rizardo and Roul & Doors – Elements (Hardwell & Dannic Remix) [Revealed Recordings]

2013:
- Nicky Romero & NERVO – Like Home (Dannic Remix) [Protocol Recordings]
- The Wanted – We Own The Night (Dannic Remix) [Mercury Records]
- Dirty Impact – Breath Away (Dannic Remix) [Universal Austria]
- Stafford Brothers Feat. Lil Wayne & Christina Milian – Hello (Dannic Remix) [Universal]
- Kid Massive & Alex Sayz feat. Miella – Strong (Dannic Remix) [Revealed Recordings]
- Mark Van Dale With Enrico – Water Verve (Dannic Remix) [Deal Records]
- Armin Van Buuren Feat. Miri Ben-Ari - Intense (Dannic Remix) [Armind (Armada)]
- MAKO Feat. Angel Taylor - Beam (Dannic Mix) [Revealed Recordings]

2014:
- Robin Thicke - Feel Good (Dannic Remix) [Star Trak (Universal)]
- DallasK - Superfuture (Dannic Festival Edit) [Ultra Records]

2015:
- Bynon & Domeno feat. Alice Berg - Golden Hearts (Dannic Edit) [Revealed Recordings]
- Andrew Rayel - Dark Warrior (Dannic Remix) [Armada Music]

2016:
- We AM - Make It Go (Dannic Edit) [Fonk Recordings]
- Holl & Hush - Pheromones (Dannic Edit) [Fonk Recordings]
- Mako - Into the Sunset (Dannic Remix) [Ultra Records]

### Bootlegs
2012:
- Faithless - Insomnia (Dannic Bootleg)
- Deniz Koyu vs Basto! - Gregory's Grunge (Dannic Bootleg)

2016:
- Alesso - I Wanna Know (Dannic Bootleg)

## Ranking DJmag
| DJ     | 2013 | 2014 | 2015 | 2016 | 2017 | 2018 |
| ------ | ---- | ---- | ---- | ---- | ---- | ---- |
| Dannic | 74°  | 30°  | 26°  | 70°  | 61°  | 133° |

## Ranking 101 Producers (1001 Tracklist)
| DJ     | 2016 | 2017 | 2018 | 2020 |
| ------ | ---- | ---- | ---- | ---- |
| Dannic | 24°  | 44°  | 32°  | 93°  |